# Callas (tổng)
Tổng Callas là một tổng thuộc tỉnh Var trong vùng Provence-Alpes-Côte d'Azur của Pháp.

## Địa lý
Tổng này được tổ chức xung quanh Callas trong quận Draguignan. Cao độ vùng này từ 60 m (Callas) đến 1 089 m (Bargemon) với độ cao trung bình 428 m.

## Các xã
Tổng Callas gồm 6 xã với dân số tổng cộng 6 411 người (điều tra dân số năm 1999, dân số không tính trùng).
| Xã            | Dân số | Mã bưu chính | Mã insee |
| ------------- | ------ | ------------ | -------- |
| Bargemon      | 1 217  | 83830        | 83011    |
| Callas        | 1 388  | 83830        | 83028    |
| Châteaudouble | 381    | 83300        | 83038    |
| Claviers      | 553    | 83830        | 83041    |
| Figanières    | 2 230  | 83830        | 83056    |
| Montferrat    | 642    | 83131        | 83082    |

## Thông tin nhân khẩu
| 1962                                                     | 1968  | 1975  | 1982  | 1990  | 1999  |
| -------------------------------------------------------- | ----- | ----- | ----- | ----- | ----- |
| 2 412                                                    | 2 943 | 3 510 | 4 399 | 5 527 | 6 411 |
| Nombre retenu à partir de 1962 : dân số không tính trùng |       |       |       |       |       |